# Riclaretia urticae
Riclaretia urticae är en svampart som beskrevs av Peyronel 1915. Riclaretia urticae ingår i släktet Riclaretia, divisionen sporsäcksvampar och riket svampar.   Inga underarter finns listade i Catalogue of Life.